# Hohenmölsen
Hohenmölsen wymowaⓘ − miasto w Niemczech, w kraju związkowym Saksonia-Anhalt w powiecie Burgenland. Do 1 lipca 2007 miasto należało do powiatu Weißenfels. 1 stycznia 2010 do miasta przyłączono gminy Granschütz i Taucha.

## Geografia
Miasto położone ok. 15 km na południowy wschód od miasta Weißenfels.

## Współpraca
Miejscowości partnerskie:
- Bad Friedrichshall, Badenia-Wirtembergia
- Köngen, Badenia-Wirtembergia (kontakty utrzymuje dzielnica Taucha)

## Osoby urodzone w Hohenmölsen
- Jörg Böhme – niemiecki piłkarz